# Refuge de Nice
Le refuge de Nice est un refuge de montagne des Alpes-Maritimes situé dans le massif du Mercantour-Argentera. Il surplombe le lac de la Fous.

## Accès

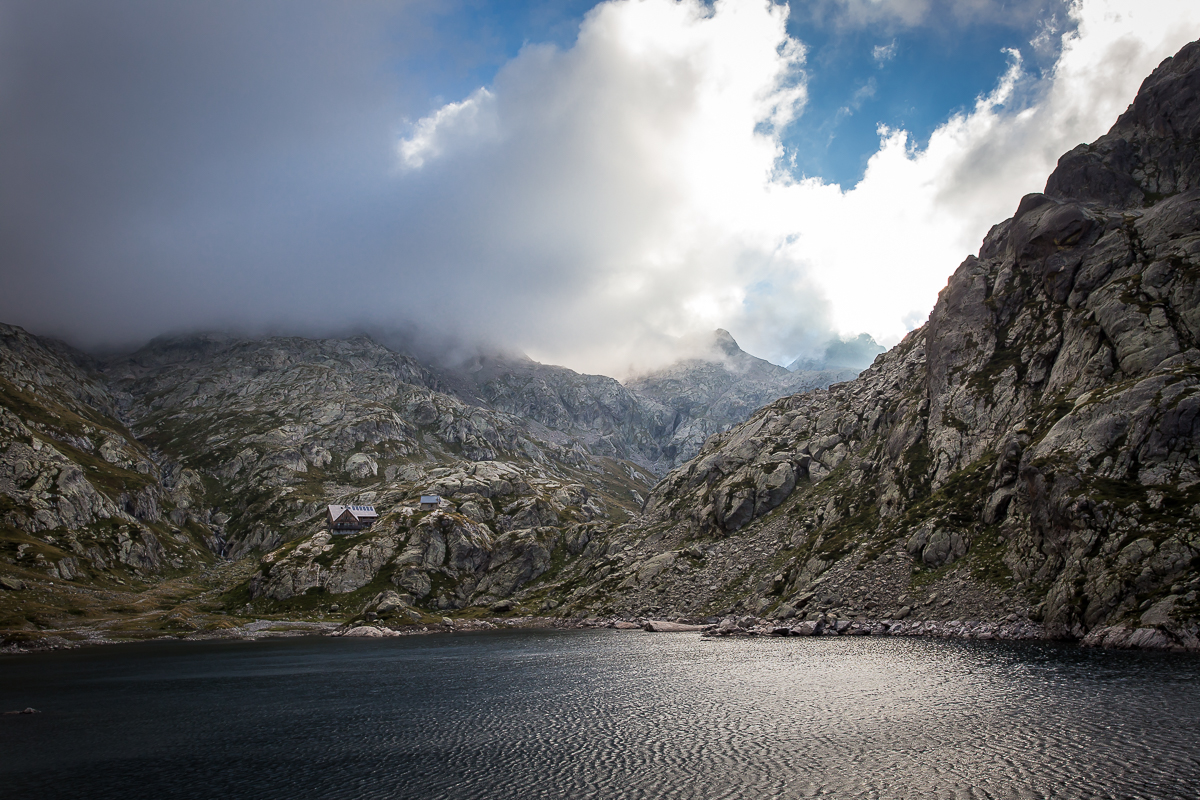
Site du refuge de Nice (en bas à gauche).

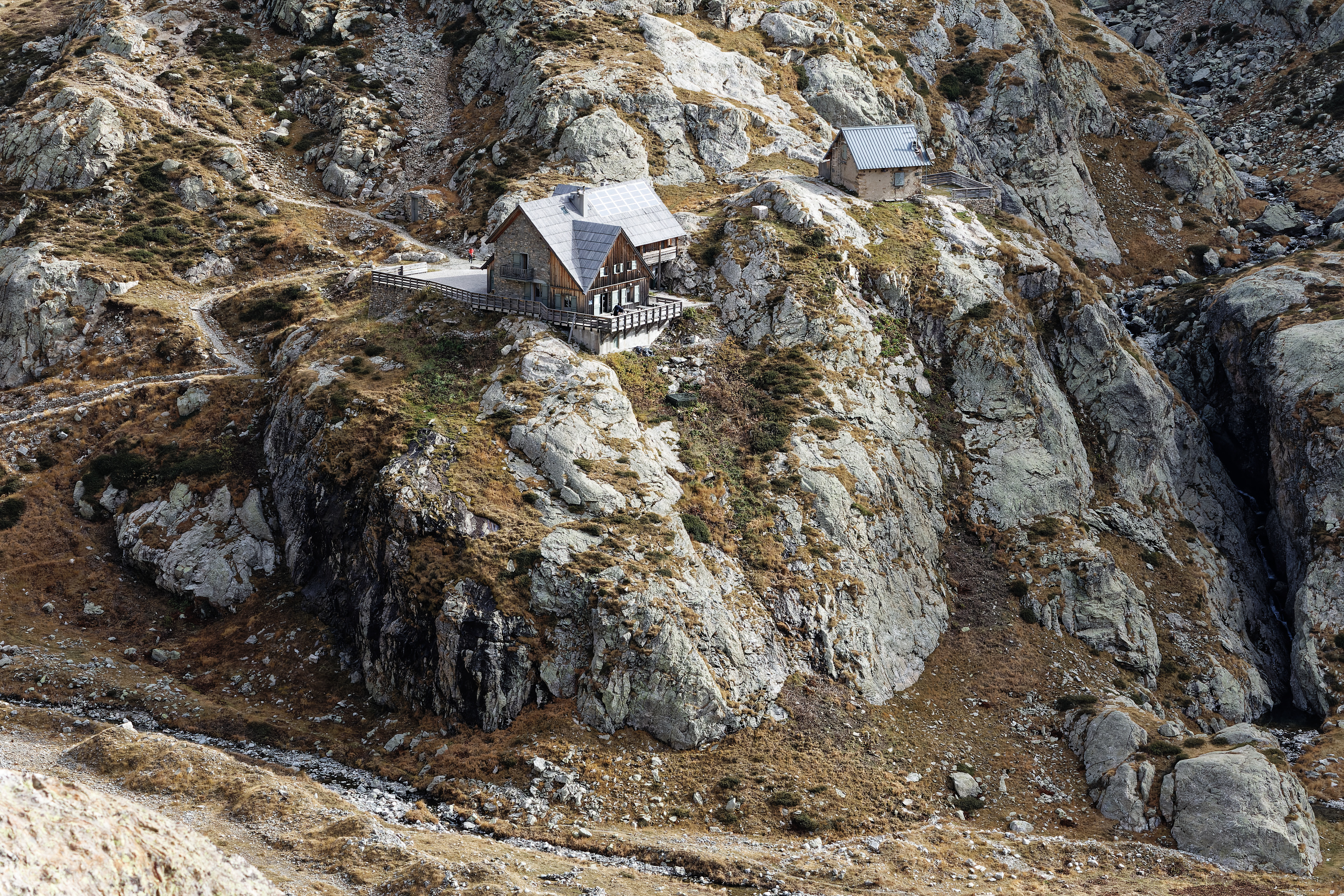
Le refuge de Nice

Le départ s'effectue depuis le parking du Countet. Emprunter le sentier en direction de la balise 414. Continuer sur la montée du mur des Italiens, puis rejoindre l'autre rive du torrent, au niveau du vaste replat. Enfin, contourner le lac de la Fous par la gauche pour rejoindre le refuge.